# Patrick Hüter
Patrick Hüter (* 24. Juli 1995 in Neuss) ist ein ehemaliger deutscher Handballspieler, der zusätzlich die US-amerikanische Staatsbürgerschaft besitzt.

## Karriere
Hüter spielte bereits in seiner Jugend für den TSV Bayer Dormagen, mit dem er 2012 Deutscher Meister in der B-Jugend wurde. 2014 schaffte der 1,96 große Kreisläufer den Sprung in die Zweitligamannschaft von Bayer Dormagen. In der Saison 2024/25 stand er dem TSV Bayer Dormagen nur noch als Stand-By-Spieler zur Verfügung. Anschließend beendete er seine Karriere.
Hüter gab im Jahr 2018 sein Debüt für die Nationalmannschaft der Vereinigten Staaten. 2019 nahm er an den Panamerikanischen Spielen in Lima teil. Dort belegte er mit den USA den sechsten Platz. 2022 gewann er mit dem Team die Nordamerikanische und karibische Handballmeisterschaft und qualifizierte sich damit für die Weltmeisterschaft 2023. Bei der Weltmeisterschaft 2023 warf er 15 Tore in sechs Spielen für seine Mannschaft, die das Turnier nach der Hauptrunde auf dem 20. Platz abschloss. Bei der Weltmeisterschaft 2025 warf er 18 Tore in sieben Spielen und belegte mit dem Team USA den 27. Platz.
Bislang bestritt Hüter 25 Länderspiele für die USA, in denen er 78 Treffer erzielte.

## Privates
Hüters Mutter ist gebürtige Amerikanerin, sodass er die Staatsbürgerschaften beider Länder besitzt. Sein Bruder Ian Hüter spielte mit ihm in der Nationalmannschaft und ebenfalls seit der Jugend für den TSV Bayer Dormagen.